# Vòng loại Giải vô địch bóng đá thế giới 2014 – Khu vực Bắc, Trung Mỹ và Caribe
Bài chi tiết: Vòng loại giải vô địch bóng đá thế giới 2014

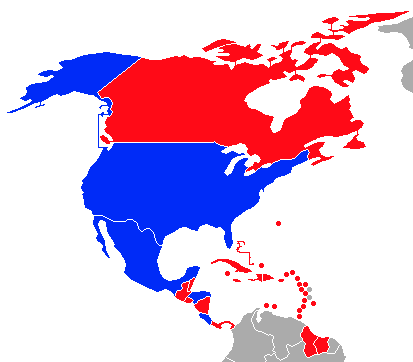
Đội vượt qua vòng loại
Đội không vượt qua vòng loại

Vòng loại khu vực CONCACAF cho World Cup 2014 bao gồm bốn vòng đấu, trong đó 35 thành viên liên đoàn cạnh tranh cho bốn địa điểm tại vòng chung kết diễn ra ở Brasil.
Ba vòng đầu tiên đã được hoàn thành. Vòng 4 và cũng là lượt cuối cùng, còn được gọi là "sáu phương", là một trong những bảng đấu vòng tròn với 6 đội tham gia, và 3 đội bóng hàng đầu sẽ giành quyền tham dự trực tiếp vào vòng chung kết. Đội đứng thứ tư sẽ thi đấu với New Zealand - đội bóng duy nhất của châu Đại Dương đã vượt qua vòng loại - tại vòng play-off để tranh suất tham dự vòng chung kết.

## Thể thức
Vào tháng 3 năm 2011, theo tin tức thì CONCACAF sẽ không nhận được bốn điểm trong vòng chung kết World Cup 2014, các quan chức trong khu vực CONCACAF chỉ ra rằng các đề xuất đầu tiên sẽ được xem xét lại. Several days later, officials within CONCACAF announced the qualifying format they would present to FIFA. The proposed format, which was subsequently accepted by FIFA, consists of 4 stages.
1. Vòng 1. Đội xếp thứ 26-35.
2. Vòng 2. 6 bảng và 4 đội. Vòng này bao gồm 5 vòng loại từ vòng sơ loại cộng với các đội xếp thứ 7-25. Các đội bóng hàng đầu trong mỗi bảng tiến đến giai đoạn tiếp theo.
3. Vòng 3 (vòng bán kết). 3 bảng và 4 đội. Đội xếp hạng 1-6 đối mặt với 6 đội đầu bảng từ vòng đấu trước. Đội đứng đầu trong mỗi bảng trước.
4. Vòng 4 (Lục giác). Hai đội đứng đầu mỗi nhóm từ vòng bán kết cạnh tranh ở 6 bảng. Ba đội đứng đầu bảng tiến đến vòng chung kết World Cup, trong khi đội đứng ở vị trí thứ 4 tiến vào loạt trận play-off.

## Phân loại hạt giống
Tất cả 35 đội tuyển quốc gia từ CONCACAF phải tham dự vòng loại. Lễ bốc thăm phân loại hạt giống được dựa trên bảng xếp hạng FIFA được công bố vào tháng 3 năm 2011. (World rankings shown in parentheses)
| Được vào thắng vòng 3 (Xếp từ thứ nhất đến thứ sáu)                                            | Được vào thắng vòng 2 (Xếp từ thứ bảy đến 25) | Phải tham dự vòng 1 (Xếp từ thứ 26 đến 35) |
| ---------------------------------------------------------------------------------------------- | --- | --- |
| 1. Hoa Kỳ (19) 2. México (27) 3. Honduras (38) 4. Jamaica (48) 5. Costa Rica (53) 6. Cuba (64) | 1. Panama (68) 2. Canada (84) 3. El Salvador (92) 4. Grenada (94) 5. Trinidad và Tobago (95) 6. Haiti (99) 7. Antigua và Barbuda (101) 8. Guyana (109) 9. Suriname (114) 10. Saint Kitts và Nevis (119) 11. Guatemala (125) 12. Dominica (130) 13. Puerto Rico (131) 14. Barbados (137) 15. Curaçao (146) 16. Saint Vincent và Grenadines (148) 17. Quần đảo Cayman (158) 18. Nicaragua (164) 19. Bermuda (165) | 1. Belize (166) 2. Cộng hòa Dominica (166) 3. Quần đảo Virgin thuộc Anh (177) 4. Saint Lucia (182) 5. Quần đảo Turks và Caicos (193) 6. Bahamas (193) 7. Aruba (199) 8. Quần đảo Virgin thuộc Mỹ (200) 9. Anguilla (202) 10. Montserrat (202) |

## Vòng 1
Tại vòng loại thứ nhất, 10 đội tuyển có thứ hạng thấp nhất theo cách phân loại hạt giống của CONCACAF sẽ được phân cặp đá loại trực tiếp sau hai trận lượt đi/lượt về tại sân nhà/sân khách. 5 đội thắng trong vòng đấu này sẽ giành quyền vào vòng loại thứ hai để thi đấu cùng với 18 đội đã được vào thẳng vòng hai.
Buổi lễ bốc thăm phân cặp vòng loại thứ nhất khu vực CONCACAF được tổ chức vào 26 tháng 4 năm 2011. Ban đầu, các trận đấu diễn ra vào 2 ngày 3 và 7 tháng 6 năm 2011; tuy nhiên, các trận đấu đã được hoãn lại đến ngày phân cặp vào tháng 6 và tháng 7, từ 15 tháng 6 và 17 tháng 7. 5 đội thắng cuộc (in đậm, dưới) giành quyền vào vòng 2 gồm: Belize, Cộng hòa Dominica, Quần đảo Virgin thuộc Mỹ, Saint Lucia và Bahamas.
| Đội 1                    | TTS         | Đội 2                     | Lượt đi | Lượt về   |
| ------------------------ | ----------- | ------------------------- | ------- | --------- |
| Montserrat               | 3–8         | Belize                    | 2–5     | 1–3       |
| Anguilla                 | 0–6         | Cộng hòa Dominica         | 0–2     | 0–4       |
| Quần đảo Virgin thuộc Mỹ | 4–1         | Quần đảo Virgin thuộc Anh | 2–0     | 2–1       |
| Aruba                    | 6–6 (4–5 p) | Saint Lucia               | 4–2     | 2–4 (aet) |
| Quần đảo Turks và Caicos | 0–101       | Bahamas                   | 0–4     | 0–6       |

- Note 1: Thứ tự của các cặp đấu đảo ngược từ hòa.

## Vòng 2
Tại vòng loại thứ hai, 29 đội (24 đội được vào thẳng và 5 đội thắng ở vòng một) được bốc thăm chia thành 6 bảng để thi đấu theo thể thức vòng tròn. 6 đội thắng trong vòng đấu này sẽ giành quyền vào vòng ba.

### Phân loại hạt giống
Các đội được gieo thành bốn nhóm -  Nhóm 4 bao gồm 6 đội xếp hạng thứ 7-12, Nhóm 5 bao gồm 6 đội xếp hạng thứ 13-18, Nhóm 6 bao gồm 6 đội xếp hạng thứ 19-24, và Nhóm 7 bao gồm đội xếp thứ 25 cùng với 5 đội thắng cuộc ở vòng đầu tiên.
| Nhóm 4                                                                 | Nhóm 5                                                                                 | Nhóm 6                                                                                         | Nhóm 7                                                                                         |
| ---------------------------------------------------------------------- | -------------------------------------------------------------------------------------- | ---------------------------------------------------------------------------------------------- | ---------------------------------------------------------------------------------------------- |
| Panama · Canada · El Salvador · Grenada · Trinidad và Tobago · Haiti · | Antigua và Barbuda · Guyana · Suriname · Saint Kitts và Nevis · Guatemala · Dominica · | Puerto Rico · Barbados · Curaçao · Saint Vincent và Grenadines · Quần đảo Cayman · Nicaragua · | Bermuda · Belize† · Cộng hòa Dominica† · Saint Lucia† · Bahamas† · Quần đảo Virgin thuộc Mỹ† · |

† Đội thắng cuộc ở vòng đầu tiên

### Bảng đấu
Note: Điểm đánh dấu bằng  * </ div> là kết quả trao giải thưởng của FIFA.

#### Bảng A
Bản mẫu:Vòng loại giải vô địch bóng đá thế giới 2014 khu vực Bắc, Trung Mỹ và Caribe (vòng 2) Bảng A

#### Bảng B
Bản mẫu:Vòng loại giải vô địch bóng đá thế giới 2014 khu vực Bắc, Trung Mỹ và Caribe (vòng 2) Bảng B

#### Bảng C
Bản mẫu:Vòng loại giải vô địch bóng đá thế giới 2014 khu vực Bắc, Trung Mỹ và Caribe (vòng 2) Bảng C
- Bahamas rút lui khỏi giải đấu vào ngày 19 tháng 8 năm 2011 và không được thay thế.[8][9]

#### Bảng D
Bản mẫu:Vòng loại giải vô địch bóng đá thế giới 2014 khu vực Bắc, Trung Mỹ và Caribe (vòng 2) Bảng D

#### Bảng E
Bản mẫu:Vòng loại giải vô địch bóng đá thế giới 2014 khu vực Bắc, Trung Mỹ và Caribe (vòng 2) Bảng E

#### Bảng F
Bản mẫu:Vòng loại giải vô địch bóng đá thế giới 2014 khu vực Bắc, Trung Mỹ và Caribe (vòng 2) Bảng F

## Vòng 3
Tại vòng loại thứ ba, 12 đội được giành quyền tham dự (6 đội thắng tại vòng 2 và 6 đội được vào thẳng vòng 3) được chia thành 3 bảng (4 đội mỗi bảng), thi đấu vòng tròn hai lượt chọn hai đội xếp thứ nhất và thứ nhì tại mỗi bảng được giành quyền vào vòng bốn. Lễ bốc thăm chia bảng diễn ra tại Marina da Glória ở Rio de Janeiro, Brasil. Các trận đấu diễn ra từ ngày 8 tháng 6 đến ngày 16 tháng 10 năm 2012 

### Phân loại hạt giống
Các đội được xếp vào 3 nhóm:
| Nhóm 1                       | Nhóm 2                        | Nhóm 3                                                                          |
| ---------------------------- | ----------------------------- | ------------------------------------------------------------------------------- |
| Hoa Kỳ · México · Honduras · | Jamaica · Costa Rica · Cuba · | El Salvador† · Guyana† · Panama† · Canada† · Guatemala† · Antigua và Barbuda† · |

† 6 đội thắng cuộc ở vòng 2.

### Bảng đấu

#### Bảng A
Bản mẫu:Vòng loại giải vô địch bóng đá thế giới 2014 khu vực Bắc, Trung Mỹ và Caribe (vòng 3) Bảng A

#### Bảng B
Bản mẫu:Vòng loại giải vô địch bóng đá thế giới 2014 khu vực Bắc, Trung Mỹ và Caribe (vòng 3) Bảng B

#### Bảng C
Bản mẫu:Vòng loại giải vô địch bóng đá thế giới 2014 khu vực Bắc, Trung Mỹ và Caribe (vòng 3) Bảng C

## Vòng 4
Vòng thứ tư đã xác định 3 đội đầu bảng và 3 đội nhì bảng từ vòng 3 cạnh tranh tại một vòng robin đôi, bao gồm thể thức sân nhà và sân khách phù hợp so với 5 đội khác giữa 6 tháng 2 và ngày 15 tháng 10 năm 2013. Vòng được chính thức gọi là "sáu phương" hoặc chỉ "The Hex '. Lễ bốc thăm cho "The Hex" được thực hiện bởi FIFA vào ngày 07 tháng 11 năm 2012.
Ba đội bóng xuất sắc sẽ giành quyền tham dự World Cup 2014, trong khi đó đội đứng thứ tư sẽ thi đấu vòng play-off với New Zealand, đội duy nhất của châu Đại Dương đã vượt qua vòng loại.
| Đội        | Pld | W | D | L | GF | GA | GD | Pts |
| ---------- | --- | - | - | - | -- | -- | -- | --- |
| Hoa Kỳ     | 10  | 7 | 1 | 2 | 15 | 8  | +7 | 22  |
| Costa Rica | 10  | 5 | 3 | 2 | 13 | 7  | +6 | 18  |
| Honduras   | 10  | 4 | 3 | 3 | 13 | 12 | +1 | 15  |
| México     | 10  | 2 | 5 | 3 | 7  | 9  | −2 | 11  |
| Panama     | 10  | 1 | 5 | 4 | 10 | 14 | −4 | 8   |
| Jamaica    | 10  | 0 | 5 | 5 | 5  | 13 | −8 | 5   |

|            | Costa Rica | Honduras | Jamaica | México | Panama | Hoa Kỳ |
| ---------- | ---------- | -------- | ------- | ------ | ------ | ------ |
| Costa Rica | —          | 1–0      | 2–0     | 2–1    | 2–0    | 3–1    |
| Honduras   | 1–0        | —        | 2–0     | 2–2    | 2–2    | 2–1    |
| Jamaica    | 1–1        | 2–2      | —       | 0–1    | 1–1    | 1–2    |
| México     | 0–0        | 1–2      | 0–0     | —      | 2–1    | 0–0    |
| Panama     | 2–2        | 2–0      | 0–0     | 0–0    | —      | 2–3    |
| Hoa Kỳ     | 1–0        | 1–0      | 2–0     | 2–0    | 2–0    | —      |

## Play-off liên lục địa
Đội thắng cuộc của khu vực CONCACAF, Mexico, sẽ đối đầu với đội thắng cuộc của OFC, New Zealand, theo thể thức sân nhà-sân khách. Mexico, đội thắng cuộc trong trận play-off, chính thức giành quyền tham dự World Cup 2014.
Trận lượt đi diễn ra vào ngày 13 tháng 11 năm 2013, và trận lượt về diễn ra vào ngày 20 tháng 11 năm 2013.
| Đội 1  | TTS | Đội 2       | Lượt đi | Lượt về |
| ------ | --- | ----------- | ------- | ------- |
| México | 9–3 | New Zealand | 5–1     | 4–2     |

## Danh sách cầu thủ ghi bàn
11 bàn
| - Deon McCaulay |

10 bàn
| - Peter Byers - Oribe Peralta - Blas Pérez |

9 bàn
| - Jerry Bengtson |

8 bàn
| - Álvaro Saborío - Clint Dempsey |

7 bàn
| - Carlo Costly - Luis Tejada |

6 bàn
| - Tamarley Thomas - Rocky Siberie | - Carlos Ruiz - Osael Romero |  |

5 bàn
| - Lesly St. Fleur - Erick Ozuna | - Jean-Eudes Maurice - Javier Hernández |  |

4 bàn
| - Randolph Burton - Iain Hume - Simeon Jackson | - Olivier Occean - Kervens Belfort - Héctor Ramos | - Lester Peltier - Jozy Altidore - Eddie Johnson |

3 bàn
| - Khano Smith - Dwayne De Rosario - Tosaint Ricketts - Josh Simpson - Celso Borges - Joel Campbell - Randall Brenes - Bryan Ruiz | - Jonathan Faña - Inoel Navarro - Léster Blanco - Rafael Burgos - Freddy García - Dwight Pezzarossi - Mario Rodríguez | - Jaylee Hodgson - Ian Lake - Jamil Joseph - Cliff Valcin - Kenwyne Jones |

2 bàn
| - Quinton Griffith - Frederick Gomez - Nesley Jean - Harrison Róches - Nahki Wells - Will Johnson - Mark Ebanks - Sendley Bito - Shanon Carmelia - Domingo Peralta - Jaime Alas - Luis Anaya - Christian Bautista - Isidro Gutiérrez | - Rodolfo Zelaya - Clive Murray - Shane Rennie - Minor López - Marco Pappa - Trayon Bobb - Vurlon Mills - Chris Nurse - Ricky Shakes - Jean Alexandre - James Marcelin - Mario Martínez - Demar Phillips - Dane Richards - Luton Shelton - Rodolph Austin | - Carlos Salcido - Jesús Zavala - Raúl Jiménez - Raúl Leguías - Nelson Barahona - Rolando Blackburn - Ricardo Buitrago - Amir Waithe - Luis Henríquez - Gabriel Torres - Andrés Cabrero - Myron Samuel - Cornelius Stewart - Friso Mando - Carlos Bocanegra - Graham Zusi - Herculez Gomez - Reid Klopp |

1 bàn
| - Dexter Blackstock - Ranjae Christian - Justin Cochrane - George Dublin - Marc Joseph - Keiran Murtagh - Kerry Skepple - Jamie Thomas - David Abdul - Rensy Barradas - Maurice Escalona - Erik Santos de Gouveia - Cameron Hepple - Jackner Louis - Diquan Adamson - Sheridan Grosvenor - Daniel Jiménez - Elroy Kuylen - Luis Mendez - Ryan Simpson - John Nusum - Antwan Russell - Kwame Steede - Trevor Peters - David Edgar - Christian Bolaños - José Miguel Cubero - Cristian Gamboa - Roy Miller - Michael Umaña - Diego Calvo - Johnny Acosta - Alberto Gómez - Angelo Cijntje - Orin de Waard - Everon Espacia - Rihairo Meulens - Angelo Zimmerman - Johan Cruz | - César García - Jack Michael Morillo - Kerbi Rodríguez - Jhoan Sánchez - Xavier García - Alfredo Pacheco - Steve Purdy - Edwin Sánchez - Herbert Sosa - Victor Turcios - Lancaster Joseph - Marcus Julien - Cassim Langaigne - Gustavo Cabrera - Carlos Figueroa - Yony Flores - Carlos Gallardo - Angelo Padilla - Guillermo Ramírez - Fredy Thompson - Anthony Abrams - Shawn Beveney - Leon Cort - Charles Pollard - Gregory Richardson - Judelin Aveska - Réginal Goreux - Wilde Donald Guerrier - Kim Jaggy - Kevin Lafrance - Jean Monuma - Listner Pierre-Louis - Víctor Bernárdez - Juan Carlos Garcia - Marvin Chávez - Roger Rojas - Oscar García - Wilson Palacios - Maynor Figueroa - Je-Vaughn Watson | - Ryan Johnson - Nyron Nosworthy - Jermaine Beckford - Marvin Elliott - Jermaine Anderson - Giovani dos Santos - Andrés Guardado - Héctor Moreno - Ángel Reyna - Aldo de Nigris - Paul Aguilar - Rafael Márquez - Carlos Alberto Peña - Daniel Reyes - Félix Rodríguez - Roberto Chen - Román Torres - Cristian Arrieta - Joseph Marrero - Devaughn Elliott - Jevon Francis - Orlando Mitchum - Kevin Edward - Kurt Frederick - Tremain Paul - Zaine Pierre - Giovanni Drenthe - Evani Esperance - Naldo Kwasie - Keon Daniel - Hughton Hector - Kevin Molino - Darryl Roberts - Aron Jóhannsson - Brad Evans - Landon Donovan - Michael Orozco Fiscal - Jamie Browne - Keithroy Cornelius - Alderman Lesmond - Dwayne Thomas |

phản lưới nhà
| - Angelo Zimmerman (trong trận gặp Haiti) - Lyndon Joseph (trong trận gặp Guatemala) - Nicko Williams (trong trận gặp Guatemala) | - Charles Pollard (trong trận gặp México) - J. P. Rodrigues (trong trận gặp México) - Héctor Moreno (trong trận gặp Guyana) | - Román Torres (trong trận gặp Nicaragua) - Woody Gibson (trong trận gặp Bahamas) |  |